# Fort Groß Friedrichsburg
Fort Groß Friedrichsburg war eine kurbrandenburgische Festung in Groß Friedrichsburg (Kolonie) an der Goldküste (Westafrika). Groß Friedrichsburg ist eines von 35 historischen Forts an der Küste Ghanas und gehört seit 1979 zum Weltkulturerbe der UNESCO.

## Bedeutung
Nach Errichtung des Forts unter dem Kurfürsten Friedrich Wilhelm (Brandenburg) im Jahr 1683 wurde es zu einem zentralen Umschlagspunkt des europäischen Sklavenhandels. Hier wurden Afrikanerinnen und Afrikaner bis zu ihrem Abtransport, hauptsächlich auf die karibischen Zuckerrohrplantagen, festgehalten.
Nach dem Verkauf der Kolonie 1717 durch Friedrich Wilhelm I. (Preußen) ging die Festung im Jahr 1718 offiziell in den Besitz der Niederlande über. Die Holländer, die das Fort nach einer mehrere Jahre andauernden Besetzung durch Einheimische erst 1724 übernehmen konnten, benannten die Festung in Fort Hollandia um und intensivierten den Sklavenhandel. Das Fort wurde im Jahr 1815 durch die Niederländer aufgegeben und 1872 an die britische Krone verkauft.

## Lage
Das ehemalige Fort Groß Friedrichsburg liegt an der Küste des Ahanta West Districts in der Western Region (Ghana), südwestlich von Sekondi-Takoradi und nordwestlich vom Kap der drei Spitzen. Im Nordwesten der Festungsruine, etwa 100 m unterhalb des Berges Manfro Hill, auf dem das Fort erbaut wurde, liegt die 5200 Einwohner zählende Stadt Princes Town. Sie wurde nahe der gemeinsamen Mündung zweier Flüsse errichtet, von denen der größere die Stadt nördlich und westlich umfließt. Östlich der Stadt und nordöstlich des Manfro Hill trennt eine Lagune das Festland vom offenen Meer.

## Geschichte

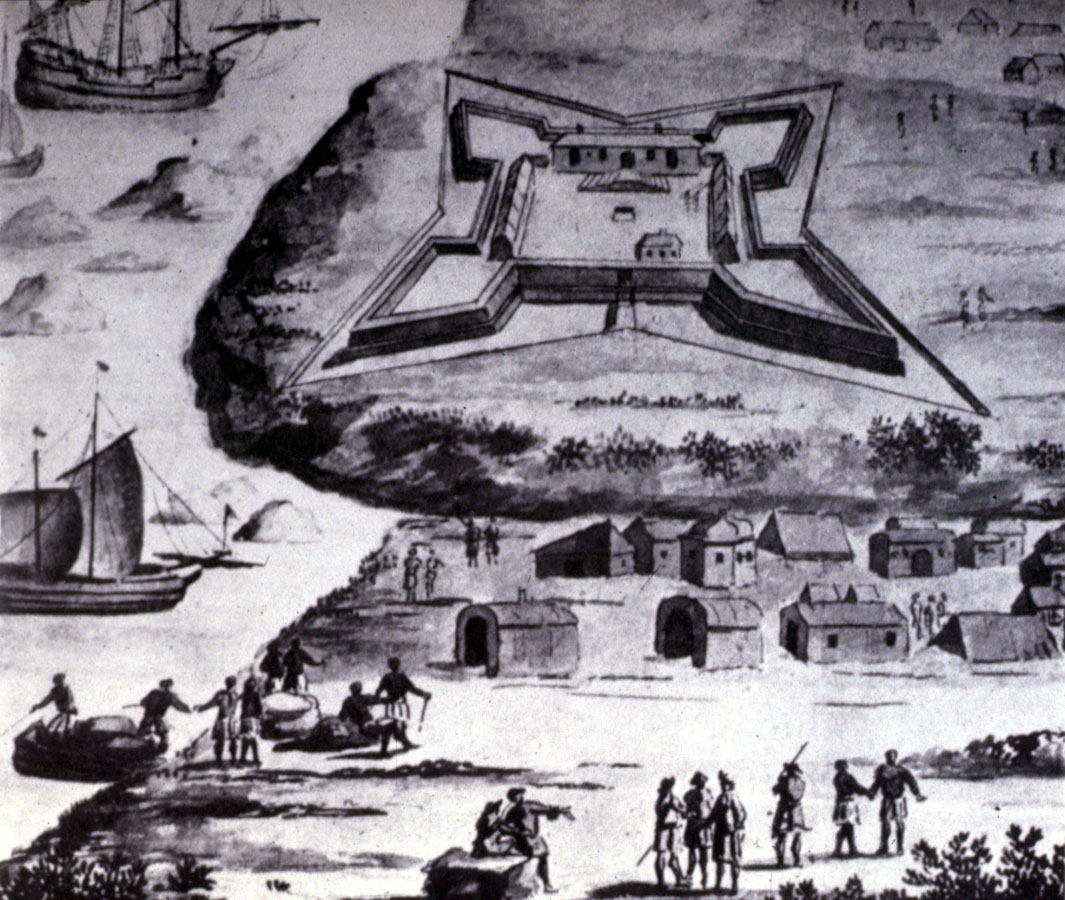
Zeitgenössischer Plan des Forts mit westafrikanischem Dorf und Entladung von Waren über kleinere Boote

Englische Darstellung von Groß Friedrichsburg

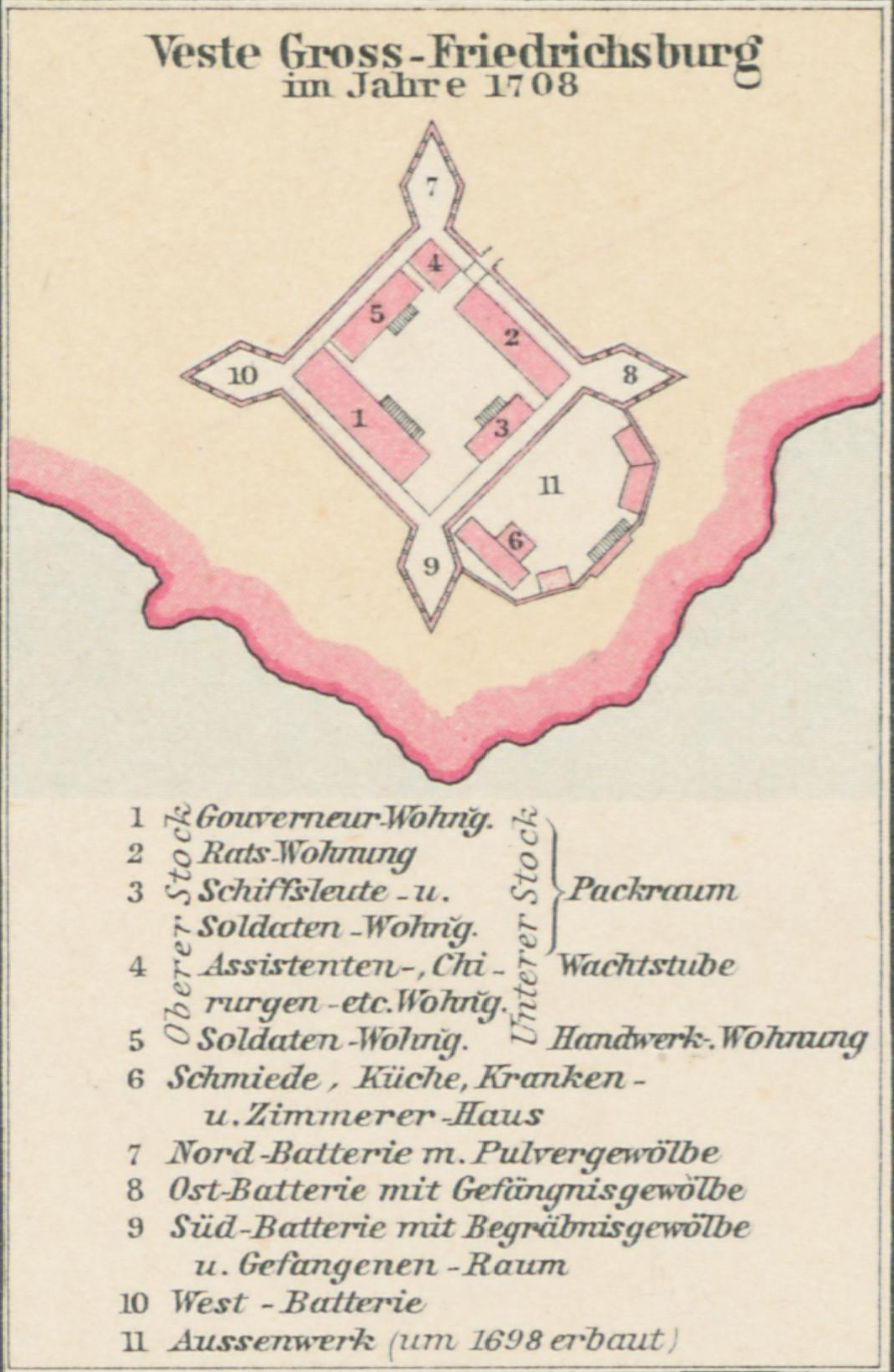
Plan des Forts Groß Friedrichsburg 1708

Am 27. Dezember 1682 erreichten zwei brandenburgische Schiffe unter dem Expeditionsleiter Otto Friedrich von der Groeben die afrikanische Küste. Nach Besetzung des Gebietes zwischen dem südöstlichen Capo de tres Puntas und dem Berg Manfro durch Soldaten und Matrosen des Expeditionskorps am 31. Dezember 1682 wurde am Neujahrstag 1683 auf dem Manfro die brandenburgische Flagge gehisst. Unmittelbar nach Abschluss eines Vertrages mit den Bewohnern des am Fuße des Berges gelegenen Dorfes Pokesu (Pocquesöe) über die Errichtung einer Schutzherrschaft am 5. Januar 1683 wurde mit dem Bau von Befestigungsanlagen auf dem Manfro begonnen, den von der Groeben in Großer Friedrichs-Berg umbenannte.
Beim Bau des vom brandenburgischen Festungsbaumeister Karl Konstantin von Schnitter entworfenen Forts wurden aus Europa mitgebrachte Baumaterialien verwendet. Die Grundfläche der Festung glich einem regelmäßigen Viereck, das von einem aus Stein bestehenden Hauptwall mit eingelassenen Kasematten umgeben war und an den Ecken vier spitz ausfallende Bastionen besaß. Die Bastionen wurden in Nord-Süd- und Ost-West-Richtung angelegt, wobei die Nordbastion der Verteidigung der Landseite diente, während die anderen zur Seeseite ausgerichtet waren.
Der Eingang des Forts mit einem Glockenturm über dem Tor befand sich im Nordosten. Ihm gegenüber, im Inneren an der Südwestseite, stand das Haus des Festungskommandanten. Der jeweilige Kommandant erhielt den Titel „Generaldirektor im Namen ihrer Kurfürstlichen Durchlaucht von Brandenburg und dessen Afrikanischer Kompagnie“, womit er gleichzeitig die Stellung eines Gouverneurs aller brandenburgischen Besitzungen der Kolonie Groß Friedrichsburg in Guinea (Region) bekleidete. Später erhielt die Festung noch einen Anbau an die südöstliche Außenmauer mit separatem Zugang, das „Außenwerk“.
Die Garnison von Fort Groß Friedrichsburg hatte anfangs eine Stärke von 40 Mann, bestehend aus Seeleuten und mitgenommenen regulären Soldaten, die dem Marinier-Corps (Brandenburg) entstammten. Die Garnison musste aufgrund der ungewohnten klimatischen, hygienischen und vor allem medizinischen Bedingungen ständig ersetzt werden. Daher gab es viele Ersatztransporte. Die höchste Garnisonsstärke wurde im Jahr 1686 mit 59 Mann erreicht. Bis 1692 erhielt die Befestigung genau 44 Geschütze, deren Mehrzahl in Richtung See ausgerichtet war. Zum Jahr 1712 verringerte sich die Besatzungsstärke auf noch 25 Mann. Das Fort blieb von 1683 bis 1717 mit brandenburgischen Soldaten besetzt.
Mit dem Ende der kolonialen Ambitionen von Brandenburg-Preußen wurde die Kolonie mitsamt der Festung 1717/20 an die Niederländische Westindien-Kompanie verkauft. Nach dem Abzug des letzten preußischen Generaldirektors übernahm dessen ehemaliger einheimischer Verbündeter, ein Stammeshäuptling, dessen Name in verschiedenen Schreibweisen unter anderem als Johannes Conrad oder Jan Conny überliefert ist, die Festung und bestückte sie mit zuvor erbeuteten Kanonen. Bis 1724 verteidigte er die Festung gegen mehrere massive Angriffe der Niederländer, musste sie dann aber nach knapp sieben Jahren doch den Holländern überlassen, die sie in Fort Hollandia umbenannten. Im Jahr 1815 wurde das Fort durch die Niederländer schließlich aufgegeben; die Kolonie ging 1872 durch Verkauf in britischen Besitz über.

## Heutiger Zustand
Die Festung von Groß Friedrichsburg ist heute nur noch teilweise erhalten. Während die Nord- und die Ostbastion sowie die nordöstliche Außenmauer und das Außenwerk nicht mehr existieren, sind die Süd- und die Westseite des Forts einschließlich des Gouverneurshauses noch in recht gutem baulichen Zustand. Der Staat Ghana vermietet in den Gebäuden einige einfache Zimmer, mit Strom, aber ohne fließendes Wasser. Außerdem beherbergt der Festungsbau ein kleines Museum.

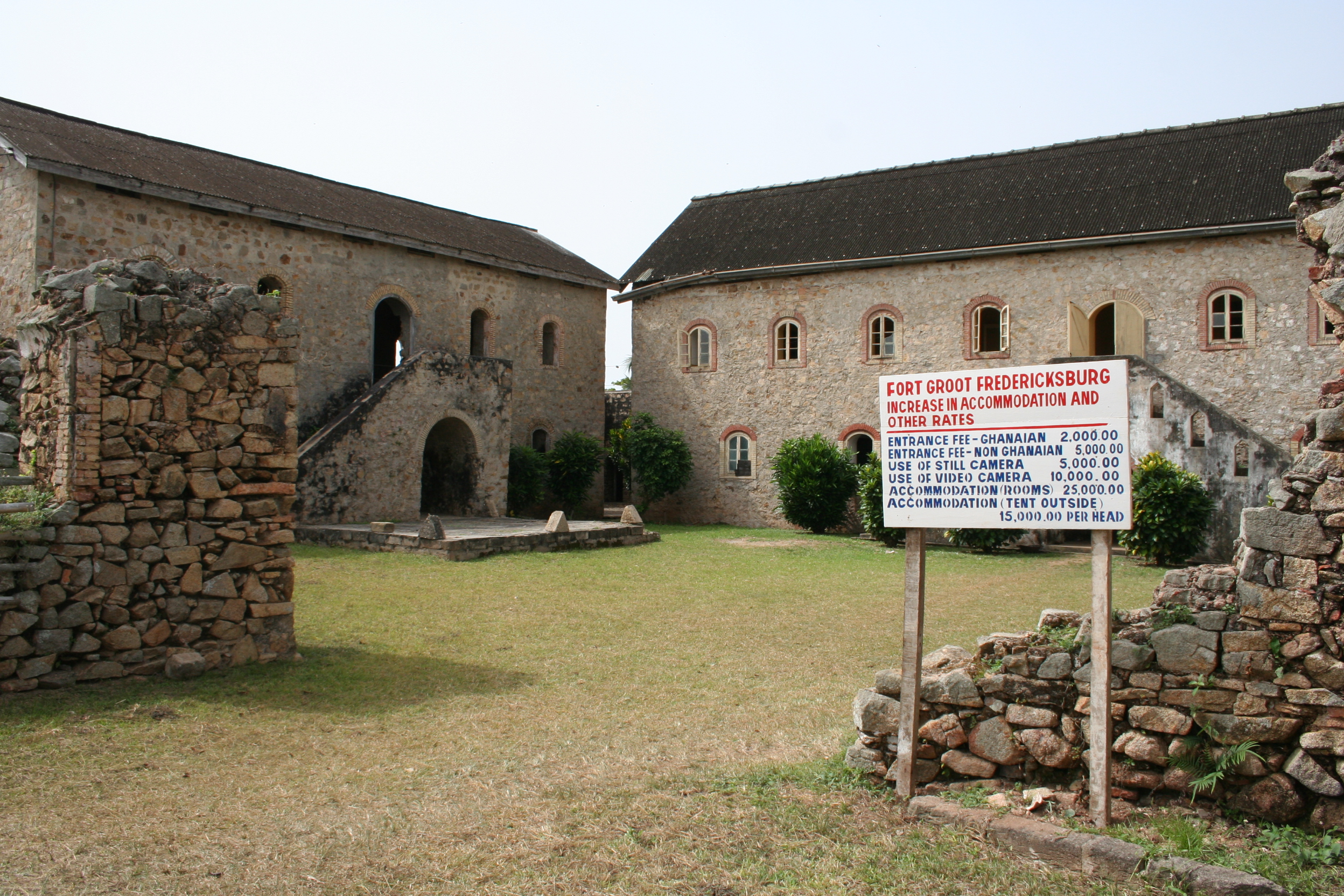
Eingangsbereich
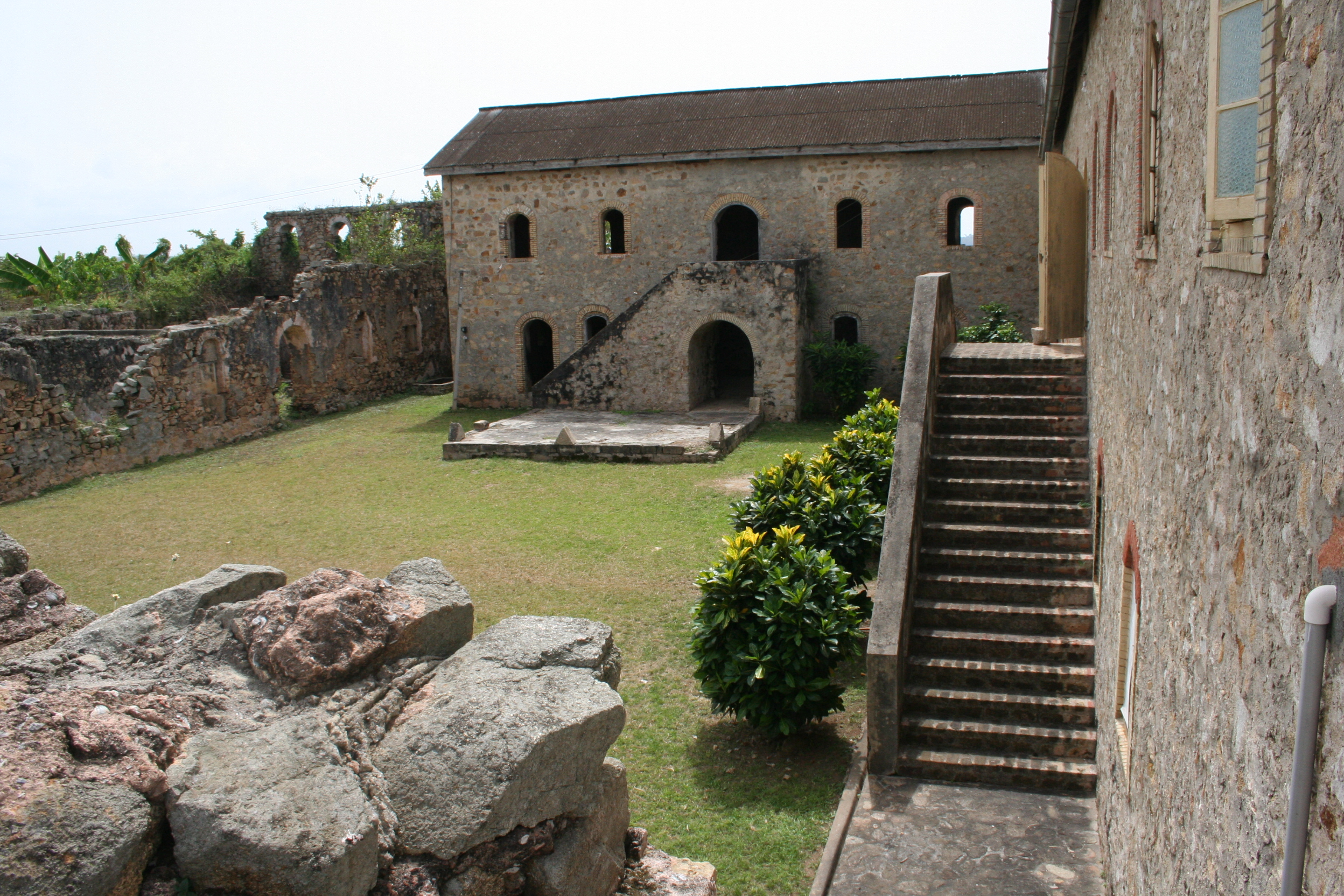
Hof, Treppe zum Hauptgebäude
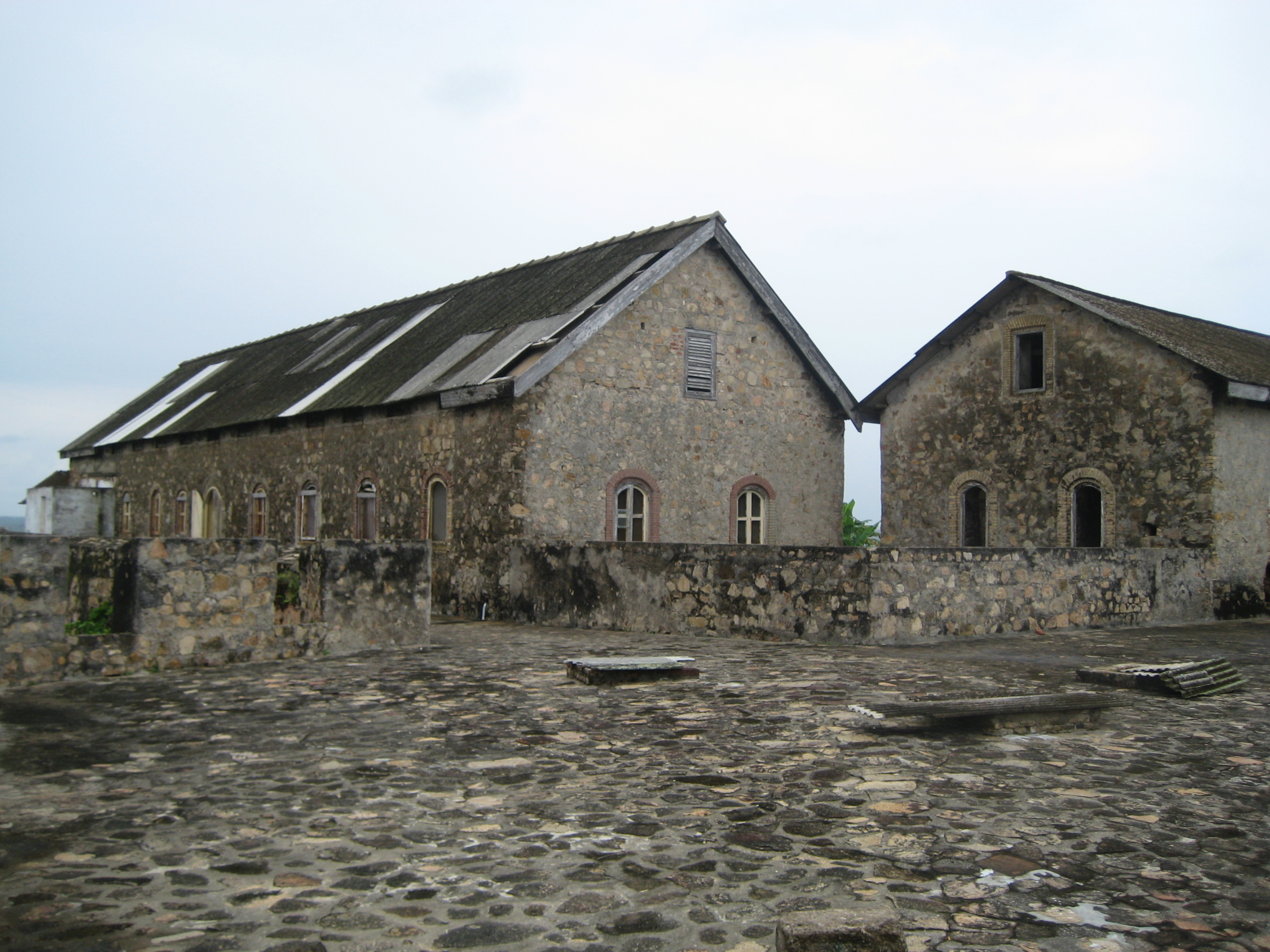
Nebengebäude
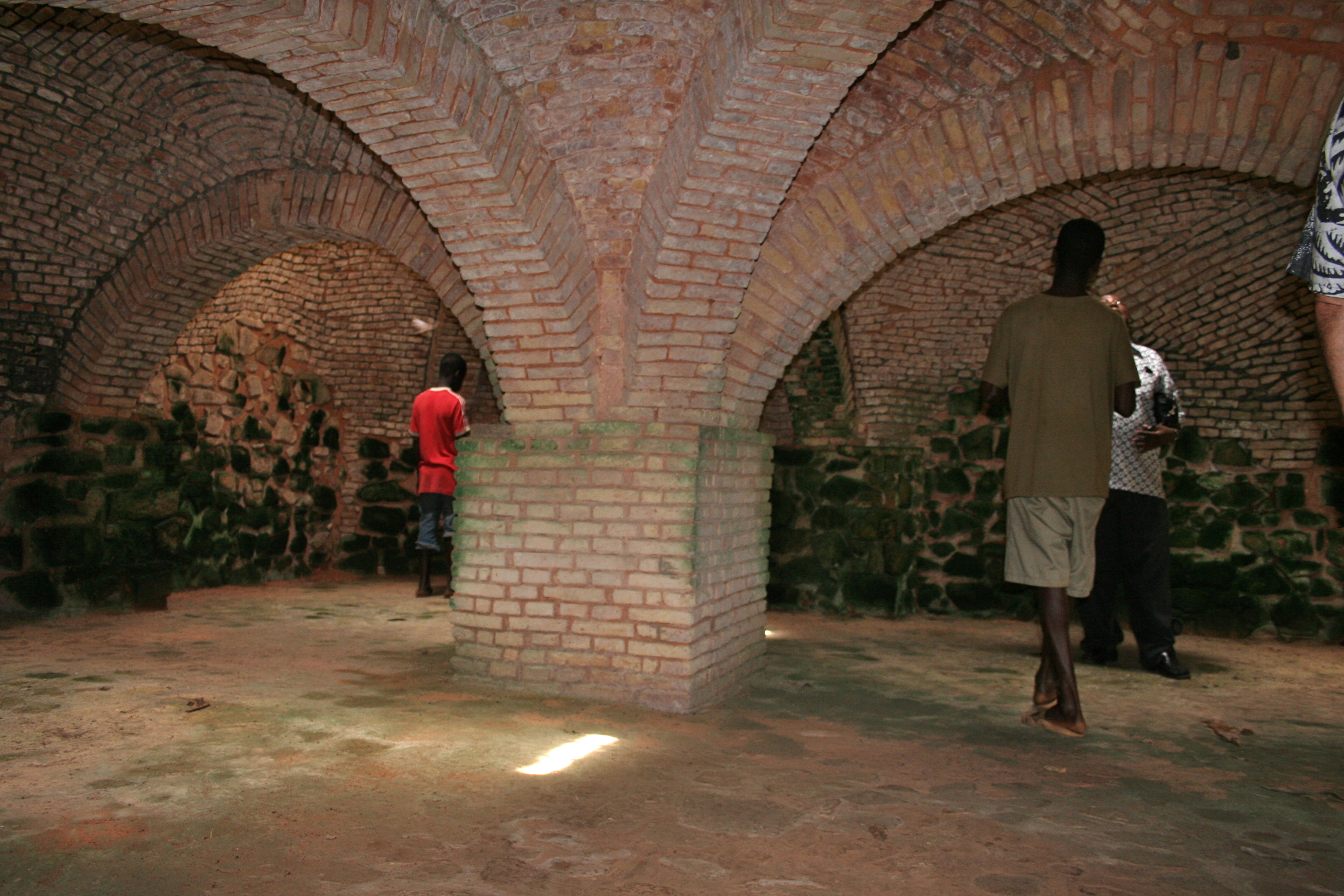
Sklavenverließ
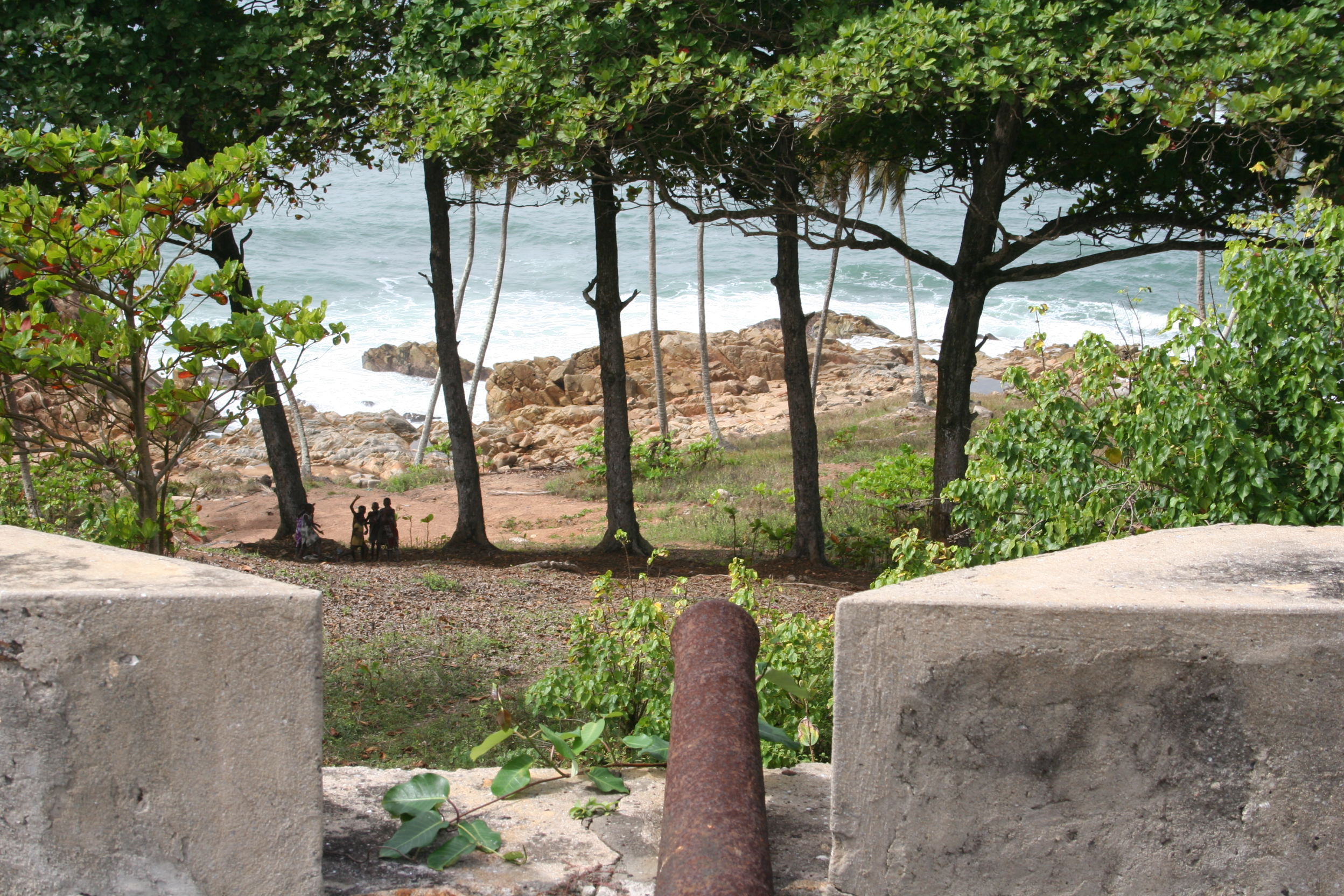
Blick vom Fort auf die Bucht